# Suaasat
Suaasat je tradiční grónská polévka, lze se s ní setkat ale i v severní Kanadě. Základem je maso (tulení, velrybí, sobí, z mořských ptáků). Obvykle se přidávají také brambory, cibule, zelenina, rýže nebo i ječmen. Obvykle se koření solí, pepřem, bobkovým listem, tymián, rozmarýn nebo jalovčinkami.